# This Week (álbum)
This Week es el segundo álbum de estudio de la rapera estadounidense Jean Grae. Fue publicado el 21 de septiembre de 2004 por el sello Babygrande Records.

## Lista de canciones
| N.º | Título                                  | Productor(es) | Duración |  |
| 1.  | «Intro» (con Ruddy Rock & Tracey Moore) | J. Cardim     | 2:32     |  |
| 2.  | «A-Alikes»                              | Sid Roams     | 3:46     |  |
| 3.  | «Cuervo Loco» (Skit)                    | Will Tell     | 1:38     |  |
| 4.  | «Going Crazy»                           | Joey Chavez   | 4:45     |  |
| 5.  | «Clock» (Skit)                          | Joey Chavez   | 4:05     |  |
| 6.  | «Style Wars» (con Block McCloud)        | Will Tell     | 3:59     |  |
| 7.  | «Not Like Me»                           | Belief        | 4:59     |  |
| 8.  | «Supa Luv»                              | 9th Wonder    | 4:12     |  |
| 9.  | «Wednesday» (Skit)                      | 9th Wonder    |          |  |
| 10. | «Whatever» (con The Genies)             | Belief        | 4:57     |  |
| 11. | «Give It Up» (con Block McCloud)        | Shan Boogie   | 2:23     |  |
| 12. | «The Wall»                              | LT Moe        | 1:24     |  |
| 13. | «Before The Spot» (con Destruction)     | Will Tell     | 4:43     |  |
| 14. | «You Don't Want It»                     | Midi Mafia    | 4:27     |  |
| 15. | «Watch Me»                              | Sid Roams     | 5:19     |  |
| 16. | «P.S.»                                  | J. Cardim     | 3:40     |  |
| 17. | «Outro» (Skit)                          | J. Cardim     |          |  |
| 18. | «Fyre Blazer»                           | Adam Deitch   |          |  |
| 19. | «Don't Rush Me»                         | 9th Wonder    | 4:32     |  |

## Posicionamiento en listas
| Lista (2004)                            | Posición |
| --------------------------------------- | -------- |
| Estados Unidos (Independent Albums)     | 47       |
| Estados Unidos (Top R&B/Hip-Hop Albums) | 83       |